# Großenhain Cottbuser Bahnhof
Großenhain Cottbuser Bahnhof is een spoorwegstation in de Duitse plaats Großenhain. Het station werd in 1862 geopend en staat enige honderden meters ten westen van het stadscentrum.. 
Tussen het in 2010 voor reizigersvervoer buiten gebruik gestelde station Großenhain Berliner Bahnhof en Großenhain Cottbuser Bahnhof loopt een enkelsporige, geëlektrificeerde hoofdspoorlijn door de stad Großenhain. Deze 1,2 kilometer lange verbindingslijn takt op Großenhain Berliner Bahnhof van de spoorlijn Berlin - Dresden af en komt op Großenhain Cottbuser Bahnhof uit op de spoorlijn Großenhain–Priestewitz.

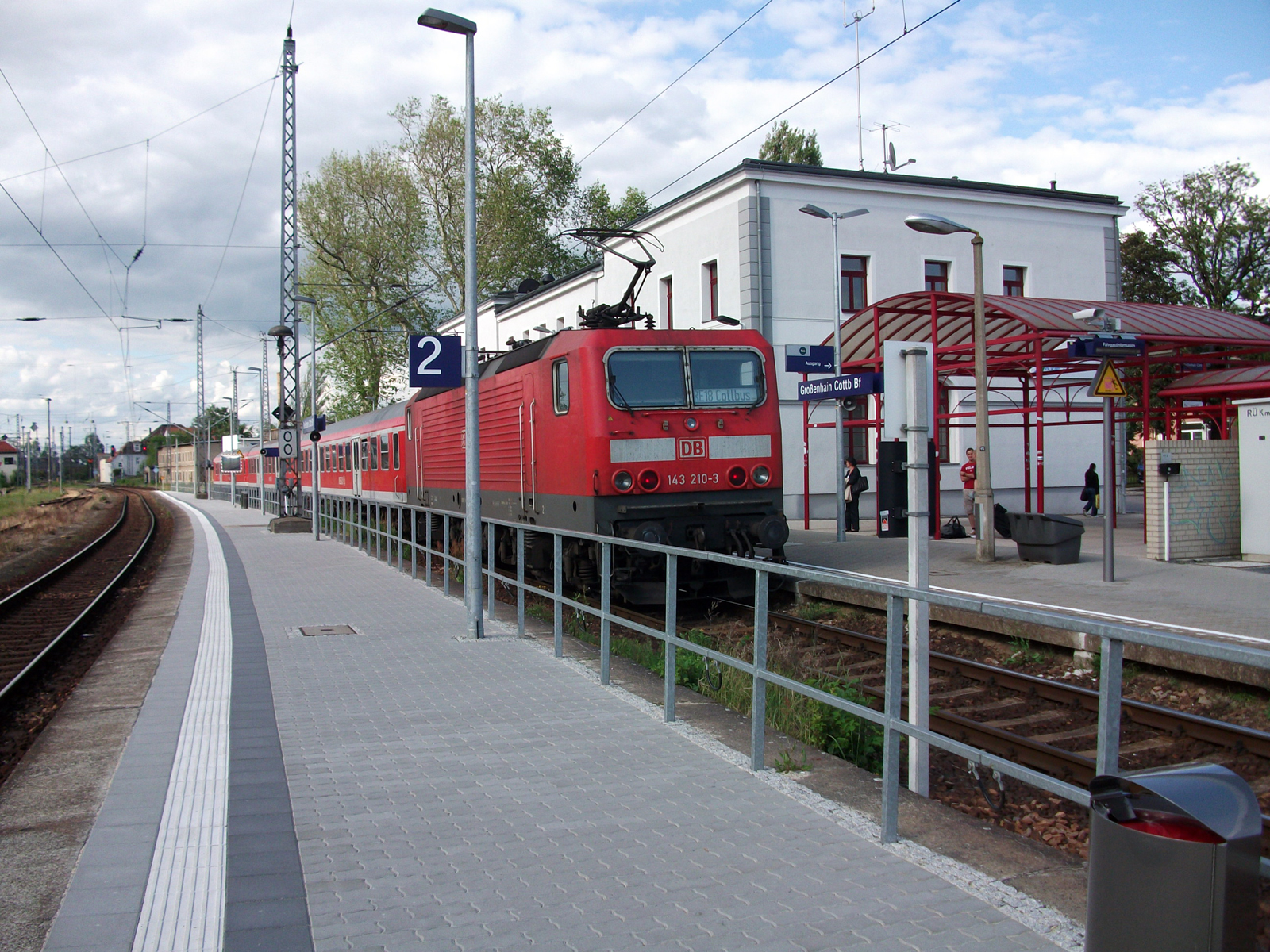
2010, een trein tussen Cottbus en Dresden stopt in  Großenhain Cottb Bf

Dit laatste spoorlijntje loopt vanuit Großenhain in zuidelijke richting naar Priestewitz. Het is 5,2 km lang en wordt ook door regionale stoptreinen van en naar o.a. Cottbus Hauptbahnhof en station Dresden-Neustadt bediend.